# Бобек, Филип
Филип Анджей Бобек (род. 9 октября 1980, Гданьск) — польский актёр, наиболее известный по роли Марека Добженского в сериале "Дурнушка".
Учился в Национальной академии драматического искусства в Варшаве. Начал свою карьеру, снимаясь в короткометражных фильмах о химических экспериментах, включенных в школьные учебники, и в рекламе плитки шоколада Prince Polo, связанной с путешествием во времени в Польскую Народную Республику.

## Фильмография
| Год     | заглавие                | Роль               | Заметки |
| ------- | ----------------------- | ------------------ | ------- |
| 2007 г. | Ранцо Вильковые         | Доставщик цветов   |         |
| 2010 г. | Выходные                | Плейбой            |         |
| 2011 г. | 80 миллионов            | Владислав Фрасинюк |         |
| 2011 г. | Комната для самоубийств | Марчин             |         |
| 2015 г. | Жизнь в роскоши 2       | Лео Брант          |         |

| Год                    | заглавие               | Роль                        | Заметки                            |
| ---------------------- | ---------------------- | --------------------------- | ---------------------------------- |
| 2005 г.                | Криминал               | Петр Конопка                | Эпизод: «Wypadek»                  |
| 2005 г.                | Магда М.               | Марцин Колодзейчик          | Эпизод 15                          |
| 2005 г.                | В добре и в зле        | Матеуш                      | Эпизод: «Wesele w Leśnej Górze»    |
| 2006 г.                | Далеко от ноши         | Терпеливый                  | Эпизод: «Leczenie eksperymentalne» |
| 2006 г.                | На общей               | «Долги»                     | Эпизод 662                         |
| 2006 г.                | Понсеонат под Розой    | Роберт                      | 2 серии                            |
| 2006-2007 гг.          | Золушка                | Макс                        |                                    |
| 2006 г.                | Экзамен в жизни        | Музыкальный тележурналист   | 2 серии                            |
| 2006 г.                | Офицеры                | Звукорежиссер               | 4 серии                            |
| 2008-2009              | Не родись красивой     | Марек Добжаньски            | Главная роль                       |
| 2008-2009              | Цвета счастья          | Художественный руководитель | 13 серий                           |
| 2010-2011 гг.          | Просто в серце         | Артур Саговски              | Главная роль                       |
| 2010 г.                | Отель 52               | Д-р Хуберт Дембски          | 3 серии                            |
| 2010 г.                | Клуб гламурных девушек | Давид Ритман                | Повторяющаяся роль                 |
| 2012 г.                | Время славы            | Густав                      | 7 серий                            |
| 2012 г.                | Комисар Алекс          | Филип Милер                 | Эпизод: «Mordercze lato»           |
| 2012-2013 гг.          | Отель 52               | Томаш Росецки               | Серия регулярная                   |
| 2013                   | 2XL                    | Альберт Билевич             | Серия регулярная                   |
| 2013                   | Отец Матеуш            | Войтек Дерень               | Эпизод: «Laweciarze»               |
| 2014-2015 гг.          | Друзья                 | Шимон                       | Повторяющаяся роль                 |
| 2015-2016 гг.          | Одинокая               | Миколай Сушинский           | Серия регулярная                   |
| 2016 г.                | Бодо                   | Александр Жабчинский        | Эпизод 12                          |
| 2018 г.                | Комисар Алекс          | Михал Пшибыш                | Эпизод: «Wszystko w rodzinie»      |
| 2018 — настоящее время | В добре и в зле        | Д-р Марчин Моленда          | Серия регулярная                   |
| 2018 — настоящее время | В ритме сердца         | Петр Новацкий               | Серия регулярная                   |

## Награды
- Премия Telekamery за лучшую мужскую роль (2010)
- Вива! Премия Najpiękniejsi самому красивому польскому мужчине (2010)
- Премия Oskary Fashion за элегантно одетого актера (2011)[5]